# Fincha Habera
Fincha Habera je arheološko najdišče iz srednje kamene dobe v gorovju Bale v južni Etiopiji. Skalno zavetje leži znotraj največjega alpskega ekosistema v Afriki med dolinama Harča in Vasama in je še posebej zanimivo zaradi visoke nadmorske višine in arheološkega najdišča, ki leži približno 4000 metrov nad morsko gladino. V poznem pleistocenu so skalno zavetje Fincha Habera zasedli lovci in nabiralci in mesto zdaj zagotavlja dokaze za eno najstarejših človeških bivališč na visokih nadmorskih višinah. Podnebje medledene dobe je zagotavljalo svežo vodo, rastlinje in preživetje in ustvarilo edinstveno okolje, ki je tem lovcem in nabiralcem omogočilo dolgoročno bivališče.

## Paleookoljski vplivi

### Ledeniška obdobja
Gorovje Bale se je soočalo z dolgimi obdobji poledenitve, kar je ustvarilo afriško alpsko podnebje in ekosistem. Obdobja poledenitve so bila razvrščena v ledeniška obdobja I, II in III v afriški srednji kameni dobi. Prva ledeniška faza, ki se je zgodila med približno 48.000 in 42.000 leti pr. n. št., se je zgodila v obdobju mokrega in hladnega podnebja vzhodne Afrike, ki je sicer sledilo sušnemu ekosistemu. Napredek dolinskih ledenikov v tej fazi, ki je bilo podprto s posebnim podnebjem, je ustvaril okoliščine, po katerem so napredujoči ledeniki ustvarjali tokove ledu v več iztočnih ledenikih. Po taljenju ledenikov v tropih in izušitvi doline Web so ti odtoki kasneje služili kot viri sveže vode za lovce in nabiralce srednje kamene dobe v Fincha Habera. Druga in tretja ledeniška stopnja sta nadaljevali ta trend in ustvarili stabilno okolje za naselbino.
Čeprav so ledeniki napredovali in obkrožali območje okoli Fincha Habera, je pomembno omeniti, da nikoli niso prišli v stik z naseljem. Skalno zavetje je bilo približno 500 do 700 metrov pod nivojem ledenikov. Zmernejše podnebje je tako omogočilo, da je bila Fincha Habera primerna za bivanje nabiralcev večkrat tekom srednje kamene dobe in je nudila zatočišče pred sušnim podnebjem nižin.

### Postglacialna obdobja
Sistemi, preko katerih se je odvajala ledenica, so obstajali še dalj časa po koncu tretje ledeniške stopnje, kar kaže na podnebje ali ekosistem, ki je uspel ohraniti svežo vodo. Močna prisotnost vrst zemeljskih hroščev, najdenih na tem mestu in filogenetsko datiranih veliko po končni ledeniški stopnji III, je prav tako pokazala na obstoj vlažnih talnih razmer, bogatih z organskimi snovmi, ki so potrjevale razpoložljivost sladke vode za prebivalce naselbine.
Študije povečanega števila cvetnega prahu Podocarpus in Ericaceae v usedlinah gnoja na lokaciji kažejo na pojav vegetacijskih pasov vzdolž gorovja Bale. To nakazuje na pojavitev obrečnih gozdov v sušnejših obdobjih srednje kamene dobe v pričetku tretje poledenitve, ki je ustvarila vire sladke vode in sisteme za odvajanje vode ter zagotovila habitat za plen lovcev in nabiralcev, ki so prebivali v zavetju.

## Zgodovina najdišča

### Gradnja
Skalno zavetje so oblikovali nanosi iz konglomeratne kamnine, ki so nastali med tokovi bazaltne lave. Na arheoloških najdiščih so bili odkriti tako ostanki ognjišča kot posebej postavljeni balvani na vhodu v arheološko najdišče, ki naj bi služili kot ograde za živino. Druge najdbe v naselju so vključevale načine shranjevanja in odlaganja organskih virov in odpadkov, pa tudi kurišča in prostore za pripravo hrane.

### Pretekla naselja
Nahajališča z arheološkega najdišča kažejo, da so lovci-nabiralci zasedli skalno zavetje v poznem pleistocenu, verjetno pred 47.000 do 31.000 leti, z uporabo tehnologije srednje kamene dobe. Čeprav je zasedba obstajala na visoki nadmorski višini, je alpski ekosistem v gorovju Bale omogočil prebivalcem dostop do trajnostne hrane in življenjskih virov brez potrebe po težkem fizičnem naporu. Zaradi teh dejavnikov je bila skalna naselbina verjetno dom za dolgotrajnejša bivanja, ki je prebivalcem zagotavljala načine preživetja vse leto. Čeprav je verjetno prišlo do dolgotrajnih naselitev, še vedno ni ugotovljeno, ali je prišlo do stalnega prebivališča. V bližini naselja niso bila ugotovljena nobena dodatna prebivališča ljudi iste starosti. Prebivalci so uporabljali tekom celotnega obdobja bivanja uporabljali ogenj, kasneje pa tudi ograde za živino.

## Zasedba Fincha Habera

### Načini preživljanja
Prehrana lovcev in nabiralcev v Fincha Habera je bila močno odvisna od endemičnih velikoglavih afriških sleparjev, ki jih najdemo v afro-alpskih ekosistemih. Ti krti so bili gosto naseljeni v bližini skalnega zavetja s približno 29 posamezniki na hektar v okoliškem geografskem območju in predstavljajo 93,5 % favne tega območja. Kot take so jih prebivalci Fincha Habera močno lovili. Po celotnem arheološkem najdišču so dokazi o opeklinah in ožganih kosteh teh krtov v zgodnjih nahajališčih srednje kamene dobe pokazali, da so krte pekli, vendar pri nizki temperaturi. Kljub poimenovanju je bil plen verjetno majhen. Manjša velikost teh živali pomaga razložiti pomanjkanje rezov, ki so jih naredili lovci-nabiralci na preostalih kosteh na mestu, saj za pripravo za uživanje ni bilo potrebno ostro klanje. Da so prvotni prebivalci te krte izlovili, so morda uporabljali razne dimne tehnike.
Takšne metode priprave in lova, najdene na mestu, niso bile posamezen primer – pravzaprav je isti vzorec lova in uživanja glodavcev dokumentiran v tropskih predelih po vsem svetu. Metoda izkoriščanja male favne je prav tako zelo podobna življenjskemu slogu lovcev in nabiralcev v južni Afriki tako v srednji kameni dobi kot v mlajši kameni dobi. Podoben primer pečenja in priprave na nizki temperaturi je izkoriščanje ptic na arheološkem najdišču srednje kamene dobe v jami Sibudu v pečini v severnem KwaZulu-Natalu v Južni Afriki.
Druge živalske vrste, ki so morda predstavljale prehrano tamkajšnjih prazgodovinskih prebivalcev, so vključevale gorsko nialo (endemit afriških Alp), pavijane in majhne mesojede živali, kot so lisice. Hijene so bile med srednjo kameno dobo močno prisotne tudi v bližini skalnega zavetja in so tekmovale z lovci-nabiralci za velikoglavimi sleparji.

### Orodja iz obsidiana
Orodje prebivalcev Fincha Habera je bilo predvsem narejeno iz obsidiana. Pet izdankov obsidiana je bilo na približno 4200 metrih nadmorske višine v Etiopskem višavju in gorovju Bale. Ti izdanki so bili mesta obsežnega pridobivanja obsidiana. Kot tak je bil obsidian primarna surovina za skoraj vsa kamena orodja, najdena v temu zavetju.
Sklop kamnitih orodij srednje kamene dobe v Fincha Habera je vključeval predvsem ploska orodja z retuširanimi konicami in rezili. Za ustvarjanje tovrstnih orodij so potrebovali dvoje pravokotnih ploskev, s katerimi so nato odvzemali material. Poleg tega so modifikacije kamenih orodij na najdišču vključevale stanjšanje temena in retuširanje nadomestnih robov, kar je bilo takrat običajno za kamnita orodja. Uporabljena so bila tudi strgala in konice. Po celotnem najdišču je bilo najdenih veliko število neobdelanih ali komaj obdelanih nodulov za jedra – tako naraščajoče število testiranih nodulov pomeni predvidljivost virov, zlasti pri obsidianu.